# Comando (film din 1985)
Comando (în engleză Commando) este un film american de acțiune regizat de Mark L. Lester după un scenariu de Steven E. de Souza. În rolurile principale au interpretat actorii Arnold Schwarzenegger, Rae Dawn Chong, Alyssa Milano, Vernon Wells, Bill Duke și Dan Hedaya.
A fost produs de studiourile Silver Pictures și a avut premiera la 4 octombrie 1985, fiind distribuit de  20th Century Fox. Coloana sonoră a fost compusă de James Horner. 
Cheltuielile de producție s-au ridicat la 9.000.000 de dolari americani și a avut încasări de 57.491.000 de dolari americani.

## Distribuție
- Arnold Schwarzenegger - Colonel John Matrix
- Rae Dawn Chong - Cindy
- Alyssa Milano - Jenny Matrix
- Dan Hedaya - President Arius
- Vernon Wells - Captain Bennett
- James Olson - Major General Franklin Kirby
- David Patrick Kelly - Sully
- Bill Duke - Cooke
- Drew Snyder - Lawson
- Michael Delano - Forrestal
- Charles Meshack - Henriques
- Carlos Cervantes - Diaz
- Chelsea Field - Brunette Stewardess
- Bill Paxton - Intercept Officer